# Dům U Svatého Václava
Dům U Svatého Václava (také U Zlatého Václava) je řadový dům v čp. 594/I v Celetné ulici čp. 19, s ohradní zdí zahrady a dvěma brankami do Štupartské ulice čp. 14, v Praze 1 na Starém Městě. Dům je od roku 1964 zapsán do státního seznamu kulturních památek.

## Historie

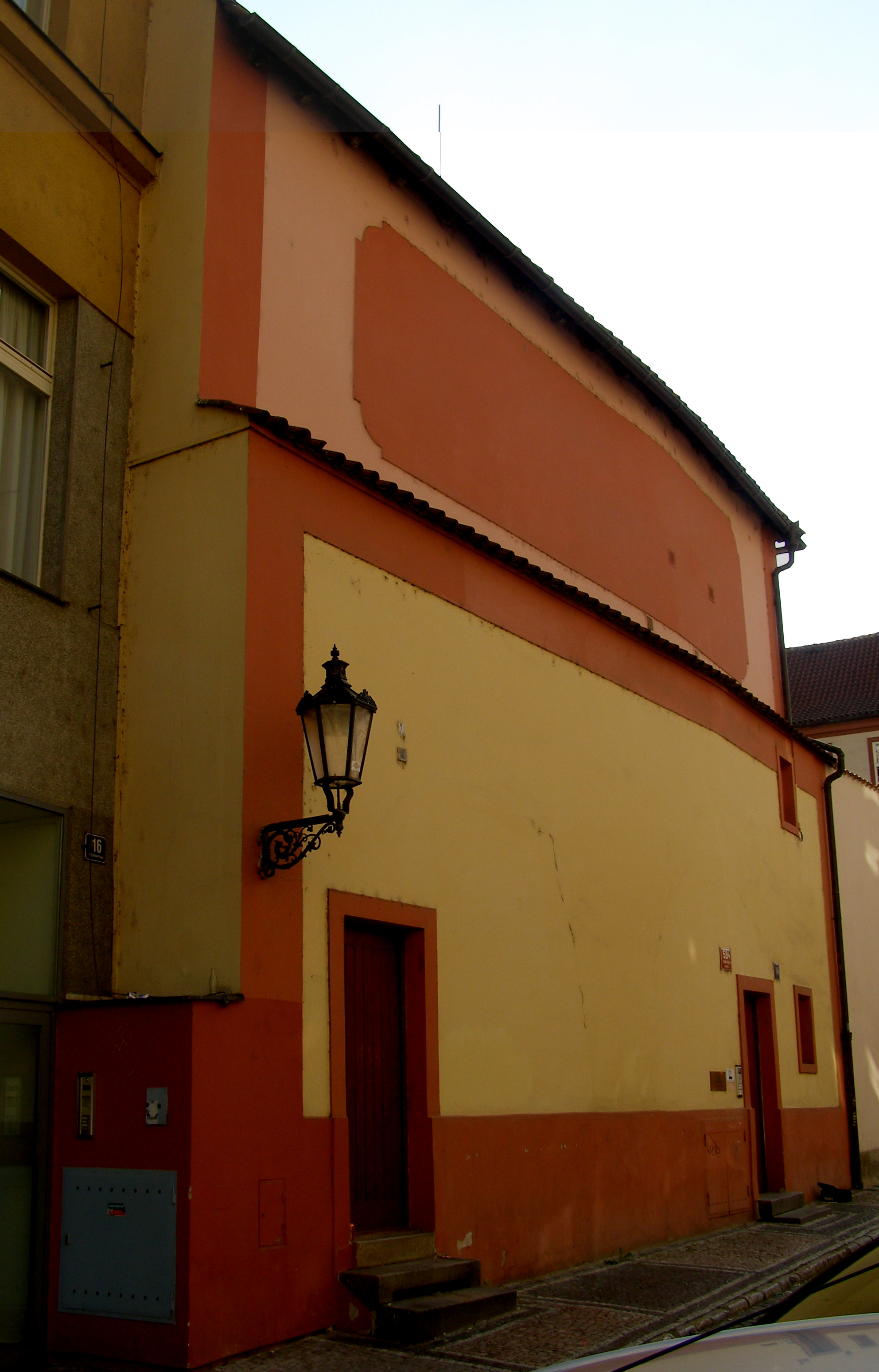
Ohradní zeď s brankami ve Štupartské ulici

Dům se poprvé připomíná k roku 1405 v majetku Ely, vdovy po Václavovi Ottovi. Již roku 1414 majitel Mikuláš Lunkovič tento dům poprvé propojil se sousedním domem čp. 593/I. Z dalších majitelů Jan, sestřenec Václava Štrabocha, dal ve druhé polovině 15. století dům přestavět. Kolem roku 1610 a 1630 došlo ke dvěma renesančním přestavbám, jež vedly ke zvýšení ceny domu. Roku 1641 byl majitelem domu Ondřej z Prydersdorfu.
Barokní přestavba z let 1710 – 1735 změnila vzhled a dispozici domu. Ve třetí čtvrtině 18. století obýval dům zlatník Jan Seitz, který dal patrně pozlatit domovní znamení, protože truhlář František Melitsch v roce 1773 již kupoval dům s názvem U zlatého Václava. Přestavby proběhly ve druhé polovině 19. století a roku 1958.

## Popis
Dům je třípatrový, se vstupním portálem z Celetné ulice, označení orientačním číslem 19 a orientačním číslem 21 značí, že dům je stavebně propojen se sousedním čp. 593/I, který má rovněž číslo 21.
Trakt domu do Celetné ulice je největší a nejstarší ze čtyř. Má gotický sklep. Vstupní průčelí s hladkou klasicistní fasádou je symetrické a má sedmiosé uspořádání oken. Při rekonstrukci v roce 1958 byl zrušen portál s vraty, při poslední rekonstrukci byly v místnostech objeveny renesanční malované stropy, z větší čísti zničené. Okna byla v 19. století zbavena barokních štukových rámců a osazena ve špaletě. Domovní znamení bývalo nad vchodem malované a nedochovalo se. Jeho málo znatelné zbytky naposledy zaznamenal František Ruth v roce 1904.
Dům má čtyři trakty na půdorysu písmene Z. Jako jediný v okolí má směrem do Štupartské ulice dochovanou zahradu (veřejnosti nepřístupnou), na níž rostou čtyři vzrostlé stromy. V bočním křídle se dochovala řada gotických architektonických fragmentů.